# Дубовой (Литвиновское сельское поселение)
Дубово́й — хутор в Белокалитвинском районе Ростовской области.
Входит в состав Литвиновского сельского поселения.

## География
На хуторе имеется одна улица: Степная.

## История
Хутор был основан казачьим атаманом и насчитывал около 1000 дворов, во времена сталинских репрессий был расселен, в настоящее время жителей не осталось. Сохранилось только кладбище.

## Население
| 1989 | 2002 | 2010 |
| ---- | ---- | ---- |
| 63   | ↘0   | →0   |

## В литературе
Хутор Дубовой упоминается в автобиографической повести Георгия Кирилловича Войтова «Мир иной», а также в произведении «Головка и головцы» . В «Мире ином» в главе «Дубовский партработник» описан процесс коллективизации (раскулачивания) казаков в хуторе в период с 1930 по 1933 год.